# Atletiek op de Olympische Zomerspelen 2016 – 20 kilometer snelwandelen mannen
Het 20 km snelwandelen mannen bij op de Olympische Zomerspelen 2016 vond plaats op vrijdag 12 augustus 2016 op het stratenparcours in Rio de Janeiro.

## Records
Voorafgaand aan het toernooi waren dit het wereldrecord en het olympisch record.
| Wereldrecord     | Yusuke Suzuki | 1:16.36 | Nomi   | 15 maart 2015   |
| Olympisch record | Chen Ding     | 1:18.46 | Londen | 4 augustus 2012 |

## Uitslag
De volgende afkortingen worden gebruikt:
- NR Nationaal record
- PB Persoonlijke besttijd
- SB Beste seizoensprestatie
- DSQ Gediskwalificeerd
- DNF Niet gefinisht
- ~ Waarschuwing voor verlies bodemcontact
- > Waarschuwing voor gebogen knie

| Rang   | Atlete                  | Land | Tijd    | Opmerkingen |
| ------ | ----------------------- | ---- | ------- | ----------- |
| Goud   | Wang Zhen               | CHN  | 1:19.14 |             |
| Zilver | Cai Zelin               | CHN  | 1:19.26 | PB          |
| Brons  | Dane Bird-Smith         | AUS  | 1:19.37 | PB          |
| 4      | Caio Bonfim             | BRA  | 1:19.42 | NR          |
| 5      | Christopher Linke       | GER  | 1:20.00 |             |
| 6      | Tom Bosworth            | GBR  | 1:20.13 | NR          |
| 7      | Daisuke Matsunaga       | JPN  | 1:20.22 |             |
| 8      | Matteo Giupponi         | ITA  | 1:20.27 | PB          |
| 9      | Esteban Soto            | COL  | 1:20.36 | PB          |
| 10     | Evan Dunfee             | CAN  | 1:20.49 |             |
| 11     | Miguel Ángel López      | ESP  | 1:20.58 |             |
| 12     | Inaki Gomez             | CAN  | 1:21.12 |             |
| 13     | Manish Singh            | IND  | 1:21.21 |             |
| 14     | Ever Palma              | MEX  | 1:21.24 |             |
| 15     | Éider Arévalo           | COL  | 1:21.36 |             |
| 16     | Ruslan Dmytrenko        | UKR  | 1:21.40 |             |
| 17     | Kim Hyun-sub            | KOR  | 1:21.44 | PB          |
| 18     | Hagen Pohle             | GER  | 1:21.44 |             |
| 19     | Jakub Jelonek           | POL  | 1:21.52 |             |
| 20     | Alexandros Papamichail  | GRE  | 1:21.55 |             |
| 21     | Isamu Fujisawa          | JPN  | 1:22.03 |             |
| 22     | Álvaro Martín           | ESP  | 1:22.11 |             |
| 23     | Pedro Daniel Gómez      | MEX  | 1:22.22 |             |
| 24     | Richard Vargas          | VEN  | 1:22.23 |             |
| 25     | Yerko Araya             | CHI  | 1:22.23 |             |
| 26     | Marius Žiūkas           | LTU  | 1:22.27 | SB          |
| 27     | Benjamin Thorne         | CAN  | 1:22.28 |             |
| 28     | Máté Helebrandt         | HUN  | 1:22.31 | PB          |
| 29     | Luis Fernando López     | COL  | 1:22.32 |             |
| 30     | Ersin Tacir             | TUR  | 1:22.53 |             |
| 31     | João Vieira             | POR  | 1:23.03 |             |
| 32     | Anton Kučmín            | SVK  | 1:23.17 |             |
| 33     | Rhydian Cowley          | AUS  | 1:23.30 |             |
| 34     | Georgiy Sheiko          | KAZ  | 1:23.31 |             |
| 35     | Ihor Hlavan             | UKR  | 1:23.32 |             |
| 36     | Hassanine Sebei         | TUN  | 1:23.44 |             |
| 37     | Daniel Pintado          | ECU  | 1:23.44 |             |
| 38     | Nils Brembach           | GER  | 1:23.46 |             |
| 39     | Chen Ding               | CHN  | 1:23.54 |             |
| 40     | Nazar Kovalenko         | UKR  | 1:24.40 |             |
| 41     | Paolo Yurivilca         | PER  | 1:24.48 |             |
| 42     | Eiki Takahashi          | JPN  | 1:24.59 |             |
| 43     | Aliaksandr Liakhovich   | BLR  | 1:25.04 |             |
| 44     | Lebogang Shange         | RSA  | 1:25.07 |             |
| 45     | Marco Antonio Rodríguez | BOL  | 1:25.11 | SB          |
| 46     | Alex Wright             | IRL  | 1:25.25 |             |
| 47     | Artur Brzozowski        | POL  | 1:25.29 |             |
| 48     | Erik Tysse              | NOR  | 1:26.06 |             |
| 49     | Kévin Campion           | FRA  | 1:26.22 |             |
| 50     | Erick Barrondo          | GUA  | 1:27.01 |             |
| 51     | Juan Manuel Cano        | ARG  | 1:27.27 |             |
| 52     | Julio César Salazar     | MEX  | 1:27.38 |             |
| 53     | Sérgio Vieira           | POR  | 1:27.39 |             |
| 54     | Hamid Reza Zouravand    | IRI  | 1:27.45 |             |
| 55     | Francisco Arcilla       | ESP  | 1:27.50 |             |
| 56     | José María Raymundo     | GUA  | 1:29.07 |             |
| 57     | Choe Byeong-kwang       | KOR  | 1:29.08 |             |
| 58     | Wayne Snyman            | RSA  | 1:29.20 |             |
| 59     | Marius Šavelskis        | LTU  | 1:29.26 |             |
| 60     | Nguyễn Thành Ngưng      | VIE  | 1:30.01 |             |
| 61     | Byun Young-jun          | KOR  | 1:30.38 |             |
| 62     | Mert Atlı               | TUR  | 1:31.36 |             |
| 63     | Moacir Zimmermann       | BRA  | 1:33.58 |             |
|        | Samuel Ireri Gathimba   | KEN  | DNF     |             |
|        | Simon Wachira           | KEN  | DNF     |             |
|        | Perseus Karlström       | SWE  | DNF     |             |
|        | Dzianis Simanovich      | BLR  | DNF     |             |
|        | José Alessandro Bagio   | BRA  | DNF     |             |
|        | Andrés Chocho           | ECU  | DSQ     |             |
|        | Mauricio Arteaga        | ECU  | DSQ     |             |
|        | Ganapathi Krishnan      | IND  | DSQ     |             |
|        | Łukasz Nowak            | POL  | DSQ     |             |
|        | Quentin Rew             | NZL  | DSQ     |             |
|        | Gurmeet Singh           | IND  | DSQ     |             |